# Mull

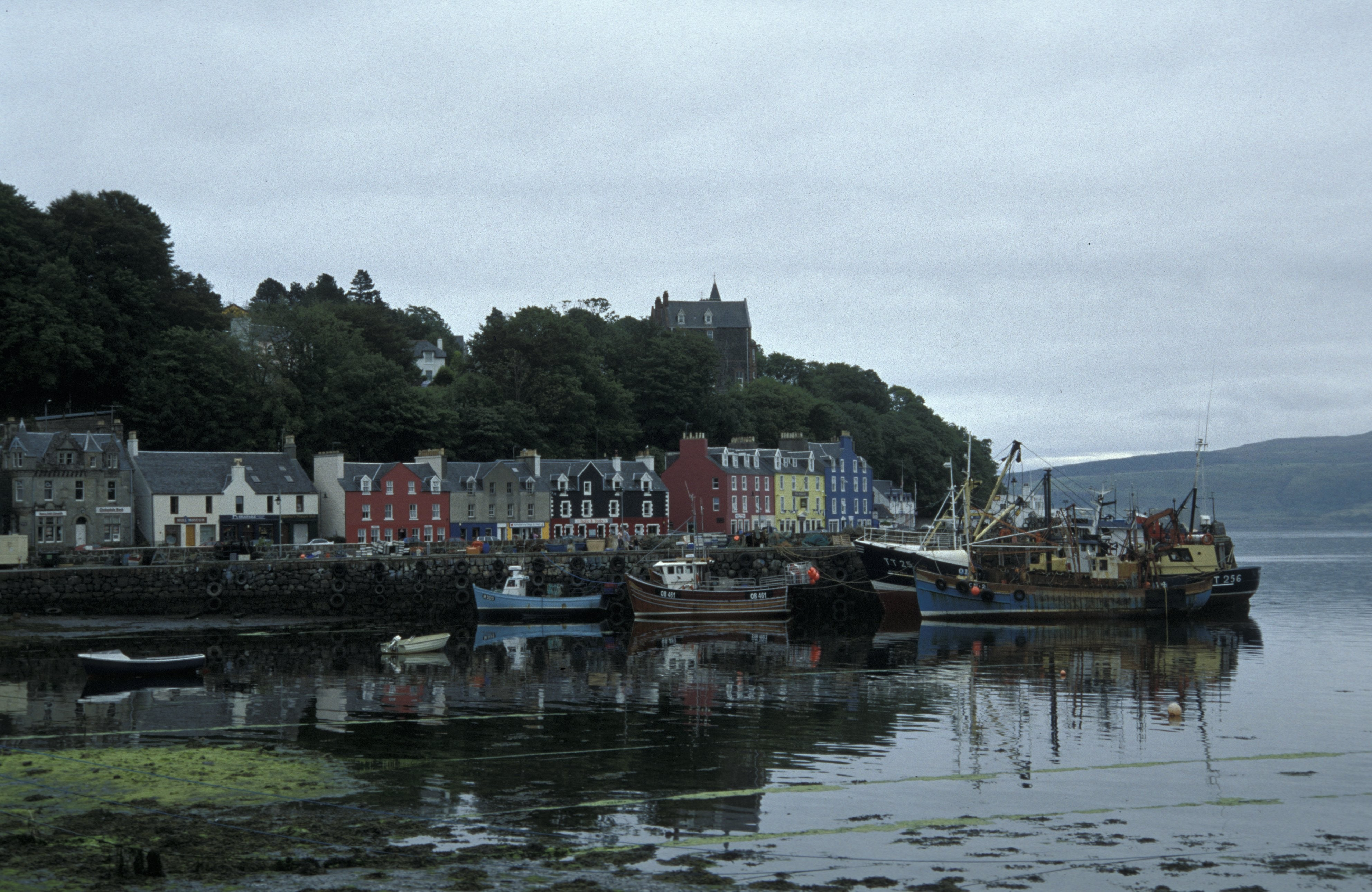
Přístav Tobermory

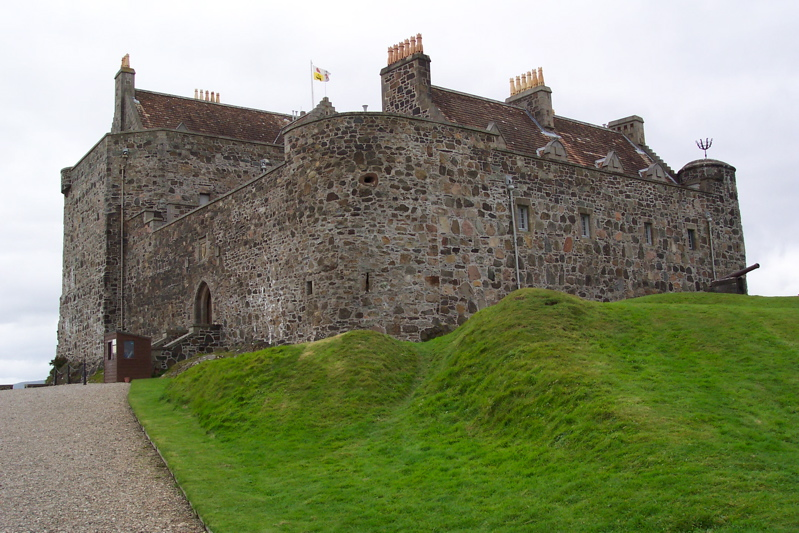
Duart Castle

Mull (anglicky Isle of Mull, gaelsky An t-Eilean Muileach nebo krátce Muile) je po ostrově Skye druhým největším ostrovem v souostroví Vnitřní Hebridy u západního pobřeží Skotska. Od pevniny je oddělen stejnojmenným průlivem. Administrativně patří ostrov Mull do správní oblasti Argyll a Bute. Podle oficiálních údajů měl Mull v roce 2011 celkem 2800 obyvatel.[zdroj?]

## Geografie ostrova
Mull má rozlohu 875,35 čtverečních kilometrů. Je to ostrov hornatý, jehož nejvyšším vrcholem je Ben More (966 m n. m.).